# أرمني بلاغي
أرمني بلاغي هي قرية في مقاطعة بوكان، إيران. عدد سكان هذه القرية هو 388 في سنة 2006.